# Barnet (Royaume-Uni)
Pour les articles homonymes, voir Barnet et Chipping Barnet.
Barnet est une ville de la banlieue résidentielle au nord de Londres. Elle se trouve dans le district homonyme de Barnet. Elle s'est aussi appelée en anglais Chipping Barnet ou High Barnet, et celui-ci est aussi le nom de la station de métro qui dessert la ville, sur la Northern line.
Originellement, la ville de Barnet était en Hertfordshire, proche de la frontière avec Middlesex.  En 1965, les deux districts de Barnet et East Barnet étaient pris de Hertfordshire par la nouvelle région de Grand Londres, en échange pour Potters Bar, un district de Middlesex qui est allé à Hertfordshire.
Quoique Barnet soit le nom du district londonien, la ville de Barnet n'est pas son centre administratif ; Hendon tient ce rôle. L'ancien hôtel de ville de Barnet est maintenant utilisé comme un tribunal de coroner.
Le club de football de Barnet y est basé.

## Personnalités
- Henri Marais, résistant français, Compagnon de la Libération, décédé à Barnet.
- Lancelot Carrington « Lance » Royle, athlète natif de Barnet, médaillé olympique aux Jeux olympiques de 1924 à Paris.
- Mark Blundell, né en 1966, pilote automobile.
- Mike Skinner, né en 1979, musicien.
- Noni Madueke, né en 2002, footballeur.